# Temuireng (Petarukan)
Temuireng is een bestuurslaag in het regentschap Pemalang van de provincie Midden-Java, Indonesië. Temuireng telt 5040 inwoners (volkstelling 2010).